# Acanthemblemaria macrospilus
Acanthemblemaria macrospilus es una especie de pez del género Acanthemblemaria, familia Chaenopsidae. Fue descrita científicamente por Brock en 1940.
Se distribuye por el Pacífico Centro-Oriental: sur de Baja California hasta Acapulco en México y las islas Revillagigedo. La longitud total (TL) es de 6 centímetros. Habita en arrecifes rocosos y se alimenta de zooplancton. Puede alcanzar los 15 metros de profundidad.
Está clasificada como una especie marina inofensiva para el ser humano.